# Cattleya lucieniana
Cattleya lucieniana är en orkidéart som beskrevs av Heinrich Gustav Reichenbach. Cattleya lucieniana ingår i släktet Cattleya och familjen orkidéer. Inga underarter finns listade i Catalogue of Life.